# Mogas 90 FC
Mogas 90 de la Sonacop Football Club ist ein beninischer Fußballverein aus Porto-Novo, Ouémé.

## Geschichte
Mogas 90 ist mit neun Pokalsiegen im Coupe de l’Indépendance der Rekordsieger des Pokales von Benin. Zudem gewann man dreimal die nationale Meisterschaft in der Championnat National du Benin und zweimal den Supercup de Benin.

## Erfolge
- Beninischer Meister: 1996, 1997, 2006
- Beninischer Pokalsieger: 1991, 1992, 1994, 1995, 1998, 1999, 2000, 2003, 2004, 2012
- Beninischer Pokalfinalist: 2002, 2006

## Stadion
Der Verein trägt seine Heimspiele normalerweise im 15.000 Zuschauer fassenden Stade Charles de Gaulle in Porto-Novo aus. Man weicht aber für das Derby gegen ASPAC FC und internationale Spiele in das 35.000 Plätze umfassende Stade de l’Amitié de Kouhounou aus.

## Bekannte Spieler
Spieler spielten allesamt mindestens ein Länderspiel.
- Anicet Adjamossi
- Moustapha Agnidé
- Jocelyn Ahouéya
- Philemon Aïssi
- Valere Amoussou
- Jonas Bidé
- Jaures Corea
- Olivier Guendehou
- Oscar Olou
- Médard Zanou
- Daniel Dengaki

## Bekannte Trainer
- Fortuné Glele

## Statistik in den CAF-Wettbewerben
| Wettbewerb                    | Runde         | Gegner                    | Hinspiel | Rückspiel |  |
| ----------------------------- | ------------- | ------------------------- | -------- | --------- |  |
|                               |               |                           |          |           |  |
| African Cup Winners’ Cup 1992 | Qualifikation | Postel 2000               | 3:0 (H)  | 0:2 (A)   |  |
|                               | 1. Runde      | Étoile Sportive du Sahel  | 0:0 (H)  | 1:1 (A)   |  |
|                               | 2. Runde      | ASFAG Conakry             | 3:1 (H)  | 0:1 (A)   |  |
|                               | Viertelfinale | Daring Club Motema Pembe  | 0:0 (H)  | 0:2 (A)   |  |
| CAF Cup 1995                  | 1. Runde      | Cotonsport Garoua         | 0:2 (A)  | 2:1 (H)   |  |
| African Cup Winners’ Cup 1996 | Qualifikation | Air Mauritanie Nouakchott | *        |           |  |
|                               | 1. Runde      | FUS de Rabat              | 0:5 (A)  | 1:0 (H)   |  |
| CAF Champions League 1997     | Qualifikation | Desportivo Travadores     | 1:0 (H)  | 0:2 (A)   |  |
| CAF Champions League 1998     | Qualifikation | East End Lions            | *        |           |  |
|                               | 1. Runde      | Raja Casablanca           | 0:0 (H)  | 1:6 (A)   |  |
| African Cup Winners’ Cup 1999 | Qualifikation | LPRC Oilers               | 0:0 (H)  | 0:1 (A)   |  |
| African Cup Winners’ Cup 2000 | Qualifikation | Wallidan Banjul           | 1:0 (A)  | 2:0 (H)   |  |
|                               | 1. Runde      | Club Africain Tunis       | 0:0 (H)  | 1:3 (A)   |  |
| CAF Confederation Cup 2004    | Qualifikation | al-Nasr Benghazi          | 1:0 (H)  | 0:5 (A)   |  |
| CAF Confederation Cup 2005    | Qualifikation | AS Douanes de Lomé        | 1:3 (H)  | 1:0 (A)   |  |
| CAF Champions League 2007     | Qualifikation | al-Ittihad                | 0:3 (A)  | 0:1 (H)   |  |
| CAF Confederation Cup 2013    | Qualifikation | AS Douanes de Lomé        | *        |           |  |

- 1994: Der Verein zog sich nach der Auslosung aus dem Wettbewerb zurück.
- 1996: Der Verein Air Mauritanie zog seine Mannschaft aus dem Wettbewerb nach der Auslosung zurück.
- 1997: Der Verein East End Lions FC zog seine Mannschaft aus dem Wettbewerb nach der Auslosung zurück.
- 2013: Der Verein zog seine Mannschaft aus dem Wettbewerb nach der Auslosung zurück.